# Hylaeus jacksoniae
Hylaeus jacksoniae är en biart som beskrevs av Houston 1981. Hylaeus jacksoniae ingår i släktet citronbin, och familjen korttungebin. Inga underarter finns listade i Catalogue of Life.